# Denis Ségui Kragbé
Denis Ségui Kragbé, född 10 april 1938, var död 4 juli 1998, en friidrottare från Elfenbenskusten. Han deltog vid olympiska sommarspelen 1964 och olympiska sommarspelen 1968.